# Klaus Raddatz (Journalist)

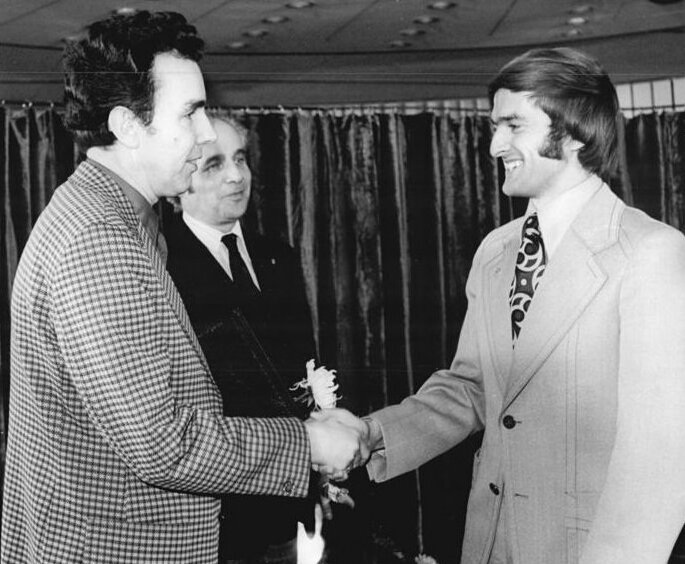
Klaus Raddatz (links) bei der Auszeichnung von Waldemar Cierpinski als „Sportler des Jahres“ (1976)

Klaus Raddatz (* 8. Juli 1932 in Berlin) ist ein ehemaliger deutscher Journalist und SED-Funktionär  in der DDR.

## Leben
Klaus Raddatz wurde als Sohn von Angestellten in Berlin geboren, wo er bis 1945 die Volksschule besuchte. Nach Kriegsende wurde er in Havelberg Mitglied der Antifa-Jugend. 1946 trat er in die FDJ ein, 1948 auch in die SED. 1951 legte er das Abitur ab und studierte danach bis 1955 Journalistik an der Fakultät für Journalistik der Karl-Marx-Universität in Leipzig, wo er nach Studienabschluss weitere drei Jahre als Assistent verblieb.
Nach einer Zwischenstation als Redakteur der FDJ-Zeitschrift Forum ging Raddatz 1959 zum FDJ-Zentralorgan Junge Welt (JW), wo er die nächsten 18 Jahre blieb. Raddatz begann seine Karriere bei der Jungen Welt als Abteilungsleiter in der Redaktion. Nach sechs Jahren stieg er 1965 zum stellvertretenden Chefredakteur auf. 1971 wurde er als Nachfolger von Horst Pehnert zum JW-Chefredakteur ernannt. Gleichzeitig war Raddatz Mitglied des Zentralrats der FDJ. 1977 schied Raddatz aus der Jungen Welt aus, sein Nachfolger wurde Dieter Langguth.
Von 1977 bis 1984 war Raddatz stellvertretender Leiter der Abteilung „Agitation“ des ZKs der SED, danach bis Oktober 1989 stellvertretender Vorsitzender des Staatlichen Komitees für Fernsehen der DDR. Raddatz wurde 1981 mit dem Orden Banner der Arbeit und 1982 mit dem Vaterländischen Verdienstorden ausgezeichnet. Nach der Wende und friedlichen Revolution in der DDR arbeitete Raddatz für ein Jahr als Redakteur in der Abteilung Zuschauerverbindung des Deutschen Fernsehfunks. Im November 1990 ging er in den Vorruhestand.